# Mohamed Al-Bishi
Mohamed Eid Naser Al-Bishi (arab. ‏محمد عيد ناصر البيشي‎, ur. 3 maja 1987 w Dżuddzie) – saudyjski piłkarz występujący na pozycji obrońcy, reprezentant Arabii Saudyjskiej w latach 2010–2014.

## Kariera klubowa
Mohamed Al-Bishi zawodową karierę rozpoczynał w 2006 roku w Al-Ahli Dżudda. W debiutanckim sezonie zajął z nim piąte miejsce w saudyjskiej ekstraklasie. W latach 2009–2017 był on graczem An-Nassr, z którym wywalczył dwukrotnie mistrzostwo kraju oraz Puchar Ligi (Saudi Crown Prince Cup). W latach 2017–2018 występował w Al-Faisaly FC, w barwach którego zakończył karierę zawodniczą.

## Kariera reprezentacyjna
W 2006 roku Marcos Paquetá powołał go do kadry Arabii Saudyjskiej na Mistrzostwa Świata w miejsce Mohammada Al-Anbara, który doznał kontuzji na jednym z treningów. Saudyjczycy na mundialu tym zajęli ostatnie miejsce w swojej grupie i odpadli z turnieju. Sam Al-Bishi na niemieckich boiskach pełnił rolę rezerwowego i nie wystąpił w żadnym ze spotkań. 9 października 2010 zadebiutował w zespole narodowym w wygranym 4:0 towarzyskim meczu z Uzbekistanem. Ogółem w latach 2010–2014 rozegrał w reprezentacji 10 spotkań.

## Sukcesy
An-Nassr
- mistrzostwo Arabii Saudyjskiej: 2013/14, 2014/15
- Puchar Ligi: 2013/14